# Aníbal dos Santos
Aníbal António dos Santos Junior, més conegut com a «Aníbalzinho», o també com a Aníbal dos Santos (?, Portugal, 1971 o 1972), és un criminal portuguès condemnat per planejar l'assassinat del periodista Carlos Cardoso el 22 de novembre de 2000. Cardoso estava investigant fraus bancaris al Banc de Moçambic (BM, banc central moçambiquès). Després d'un primer judici in absentia el 2003, una errada i dues successives fugues i dues extradicions (de Sud-àfrica i el Canadà), fou condemnat a trenta anys de presó el gener de 2006, tot i que va mantenir la seva innocència durant tot el judici. Aníbal dos Santos roman sota custòdia i és investigat en un altre cas de temptativa d'assassinat de l'advocat del BM, Albano Silva.
El 7 de desembre de 2008, Anibalzinho va escapar de la presó de màxima seguretat de Maputo per tercera vegada. L'endemà la premsa va informar que havia estat capturat després de 36 hores de fuga, però el 10 de desembre un portaveu de la policia va desmentir la notícia, i va confirmar que quedava fugit. Després de vuit mesos de fugida, Aníbalzinho fou capturat a Sud-àfrica l'agost de 2009.

## Cas Cardoso
El novembre de 2000, un lusomoçambiquès Carlos Cardoso, de 49 anys, editor del diari Metical, especialitzat en investigacions sobre corrupció, estava investigant un possible frau de 14 milions de dòlars del Banc de Moçambic. El 22 de novembre de 2000, després de parlar gairebé 15 minuts amb periodistes de la BBC, deixà el treball a Maputo i fou emboscat al seu cotxe a l'Avenida dos Mártires da Machava per homes armats que bloquejaven les rutes de fuga amb dos cotxes. Més tard, al judici, els jutges van adoptar la versió dels fets que Aníbalzinho conduïa el cotxe robat que ultrapassà el Toyota de Cardoso per forçar-lo a girar en l'emboscada, però que els trets foren disparats per un altre sospitós. Alguns testimonis afirmaren que el tirador disparà deu trets, que van matar Cardoso i ferir el motorista. L'assassinat esdevingué dues setmanes després de la mort de 26 persones en motins; Cardoso relatà sobre l'incident i fou molt crític de les accions dels dos principals partits polítics que precediren els enfrontaments. L'assassinat i el funeral de Cardoso produïren una rara demonstració d'unió entre adversaris polítics. El President de la República, Joaquim Chissano i els líders de l'oposició van prometre resoldre el cas.
El maig de 2001 sis homes van ser acusats de l'assassinat. Al principi els reportatges van informar que «un important home de negocis» i un director de banc van ser acusats de contractar els assassins i quatre homes van ser acusats de dur a terme l'assassinat. Més tard, els mitjans occidentals informaren que Aníbal dos Santos, fou un dels quatre, i n'era l'autor intel·lectual. Els reportatges informaren que les seves activitats normals variaven entre venedor minorista de cotxes a un lladre de cotxes.

## Primera fuga
El 31 d'agost de 2002 Anibalzinho va escapar de la presó de Maputo, malgrat les advertències fetes al ministre de l'Interior sobre un intent de fugida. Agents de policia no identificats van dir que «tot el que es va fer al més alt nivell per facilitar la fugida i impossibilitar un judici». L'advocat d'Anibalzinho va expressar el temor que el seu client podria haver estat mort i «havia informació que havia taques de sang a la seva cel·la». De fet Anibalzinho va fugir cap a Sud-àfrica amb un passaport fals de Swazilàndia. Set guàrdies de presons de baix nivell foren jutjats i absolts en connexió amb la fuga. El parador del fugitiu va romandre desconegut fins al 22 de novembre de 2002.

## Primer judici i extradició
El judici dels cinc sospitosos presents i l'absent Anibalzinho va començar el 18 de novembre de 2002. Diverses sessions del judici foren transmeses per la televisió nacional, i tres dels sospitosos identificaren Nyimpine Chissano, fill del President de la República, com l'home darrere de l'assassinat. Nyimpine Chissano va aparèixer a la cort i va rebutjar tots els càrrecs. Poc després del començament del judici, la mare d'Anibalzinho va anunciar que el seu fill estava fora de perill i que vivia a Londres. Ella també va dir que el fill «fou ajudat a fugir cap a Londres, a fi d'impedir-lo de testimoniar». Sempre va invocar la seva innocència, i deia que retornaria a Moçambic per testimoniar si se li garantia la seva seguretat.
Anibalzinho fou detingut a Pretòria, Sud-àfrica, al gener de 2003, un dia abans de l'anunci de la sentència. Les autoritats sud-africanes informaren gairebé immediatament que el podrien extradir aquell mateix cap de setmana. L'endemà, un tribunal el declarà culpable com a autor intel·lectual del crim i el va condemnar a 28 anys i sis mesos de presó. Els altres sospitosos van rebre fins a 23 anys. No es van presentar càrrecs contra cap membre de la família Chissano.
A final de 2003 es va fer públic que tres dels presos, però no dos Santos, estaven implicats en un procés judicial de frau al Banc Central, l'último cas de Carlos Cardoso.

## Segona fuga i extradició
Segons un comunicat del Ministeri de l'Interior: «El 9 de maig de 2004, Aníbal dos Santos Júnior va desaparèixer de la seva cel·la». Fonts anònimes de la presó revelaren que Aníbalzinho fou en realitat retirat de la presó per còmplices. Va fugir quan el tribunal es preparava revelar les sentències contra quinze sospitosos de participació en un cas de frau bancari de 1996.
A mitjan maig, les autoritats del Canadà van detenir dos Santos a l'Aeroport Internacional Toronto Pearson. Les autoritats de Moçambic van demanar la seva extradició immediata, encara que no hi hagués cap acord d'extradició entre ambdós països. Les organitzacions de premsa internacional van demanar al govern canadenc que accelerés el retorn de dos Santos a Moçambic, però ell va demanar asil polític al Canadà, el que va retardar el procés d'extradició durant any i mig. Les autoritats el persuadiren de desistir la sol·licitud d'asil a canvi de garanties d'un judici just a Moçambic, una opció disponible per a qualsevol persona condemnada in absentia a dos anys i més de condemna. El tribunal moçambicà va confirmar que el reu tenia dret a un judici nou. El 14 de desembre de 2004 les autoritats canadenques van aprovar l'extradició i dos Santos finalment va ser deportat a Moçambic el 21 de gener de 2005. Reporters Sense Fronteres i altres organitzacions de notícies van aplaudir la captura.

## Segon judici
El segon judici d'Anibalzinho va començar l'1 de desembre de 2005. Tres dies abans del judici va ser agafat preparant una tercera escapada.
Dos Santos immediatament es va declarar innocent i va dir que les seves declaracions anteriors sobre el cas Cardoso eren el resultat de manipulacions de l'antic advocat de la defensa. Així va exonerar Nyimpine Chissano de qualsevol implicació en l'assassinat i va identificar els membres de la família Satar ja condemnats en el judici de 2002-2003, com els seus principals clients. El tribunal el va declarar culpable dels nou càrrecs i el va condemnar a trenta anys.
Molts comentaristes han assenyalat que el judici no va poder resoldre les qüestions incidentals sobre la dimensió de les connexions d'Anibalzinho amb l'entorn polític de Moçambic, i que la seva decisió de no apel·lar la sentència era una indicador que planificava un altre escapament. El defensor públic va dir que el seu client estava preocupat que el Tribunal d'Apel·lació agreugés encara més la pena de presó.

## Judici en 2008
A l'abril de 2008 Anibalzinho estava de nou al tribunal, aquest cop com a acusat en l'intent d'assassinat de l'advocat de la banca BCM, Albano Silva. En la seva declaració davant del tribunal es va referir a l'assassinat de Carlos Cardoso el 2000 i aquesta vegada, a diferència de les anteriors declaracions, Anibalzinho apuntà directament Nyimpine Chissano (llavors mort) com a comitent de l'assassinat. D'acord amb les noves declaracions, Chissano l'hauria contactat inicialment només per a llogar un cotxe, i els comentaristes no podien creure que un negoci tan petit es pogués convertir en un contracte d'assassinat. El suposat "reclutador" identificat per Anibalzinho també és mort, així que ningú podia refutar o corroborar la història. En una altra declaració va dir que el mort Chissano el va protegir a la presó: «Jo mai vaig escapar, em van portar fora».
Aníbalzinho va refutar totes les al·legacions en contra seva en el cas Albano Silva, tot i les proves que va comunicar regularment amb els altres sospitosos en el cas, abans de l'intent d'assassinat.

## Tercera fuga
El 7 de desembre de 2008 Aníbalzinho va escapar d'una presó de màxima seguretat de Maputo per tercer cop, juntament amb dos altres destacats delinqüents. L'endemà els mitjans van informar que va ser detingut 36 hores després de la fuga. D'acord amb l'organització Reporters Sense Fronteres, va ser detingut a 75 km de Maputo, a la carretera cap a la frontera amb Swazilàndia. No obstant això el 10 de desembre el portaveu de la policia va negar la notícia, dient que el fugitiu era encara molt lluny. L'oposició va exigir que els ministres es presentessin davant del Parlament per donar explicacions, però la majoria va rebutjar la proposta. Una vegada més, els agents de policia es van disculpar per l'incident, mentre que el setmanari Zambeze descriu Anibalzinho com un heroi que desafia una policia incompetent.
En el període de menys d'una setmana després del 17 de desembre, tres oficials de policia d'alt rang van morir a Maputo. El comandant de la policia va dir que els assassinats podrien estar relacionats amb la fugida, però no era clar quin dels tres fugitius era considerat el més perillós. Un funcionari del Ministeri de l'Interior, el general Zinocacossa va culpar obertament la policia de la fuga. Segons Zinocacossa va ser alliberat per comandants de la policia que eren còmplices seus.
El 30 de desembre el Ministeri de l'Interior va acomiadar als comandaments policials per la seva participació en la fugida de 7 de desembre. Es va informar que els oficials van visitar Anibalzinho un dia abans de la fuga i no van dir res sobre el forat a la paret del corredor que els fugitius van fer servir.

## Recaptura
El 26 d'agost de 2009 les autoritats de Moçambic van confirmar la recaptura d'Aníbal dos Santos a Sud-àfrica.